# سفارة موزمبيق في واشنطن العاصمة
سفارة موزمبيق في واشنطن العاصمة هي البعثة الدبلوماسية لجمهورية موزمبيق لدى الولايات المتحدة. تقع السفارة في حي دائرة دوبونت.
سفير موزمبيق لدى الولايات المتحدة هو كارلوس دوس سانتوس.

## مبنى
تم تشييد مبنى ريتشاردسونيان رومانيسك في عام 1895 للأدميرال بارتليت جيه كرومويل، وهو ملكية مساهمة في منطقة دوبونت سيركل التاريخية، وتبلغ قيمته 2،770،770 دولارًا.
من بين الملاك البارزين للمبنى في الماضي حكومة سلوفينيا (السفارة السابقة)، ومؤسسة العمل البيئي (المعروفة فيما بعد باسم Environmental Action ، Inc.)، والجمعية الأمريكية لنادي روما.

## أنظر أيضا
- العلاقات بين موزمبيق والولايات المتحدة
- قائمة سفارات واشنطن العاصمة

## روابط خارجية
- الموقع الرسمي
- ويكيمابيا